# Верхньокам'янське
Верхньока́м'янське — село в Україні, Званівській сільській громаді Бахмутського району Донецької області. Населення становить 960 осіб. Через село протікає річка Кам'янка, притока Бахмутки.

## Історія

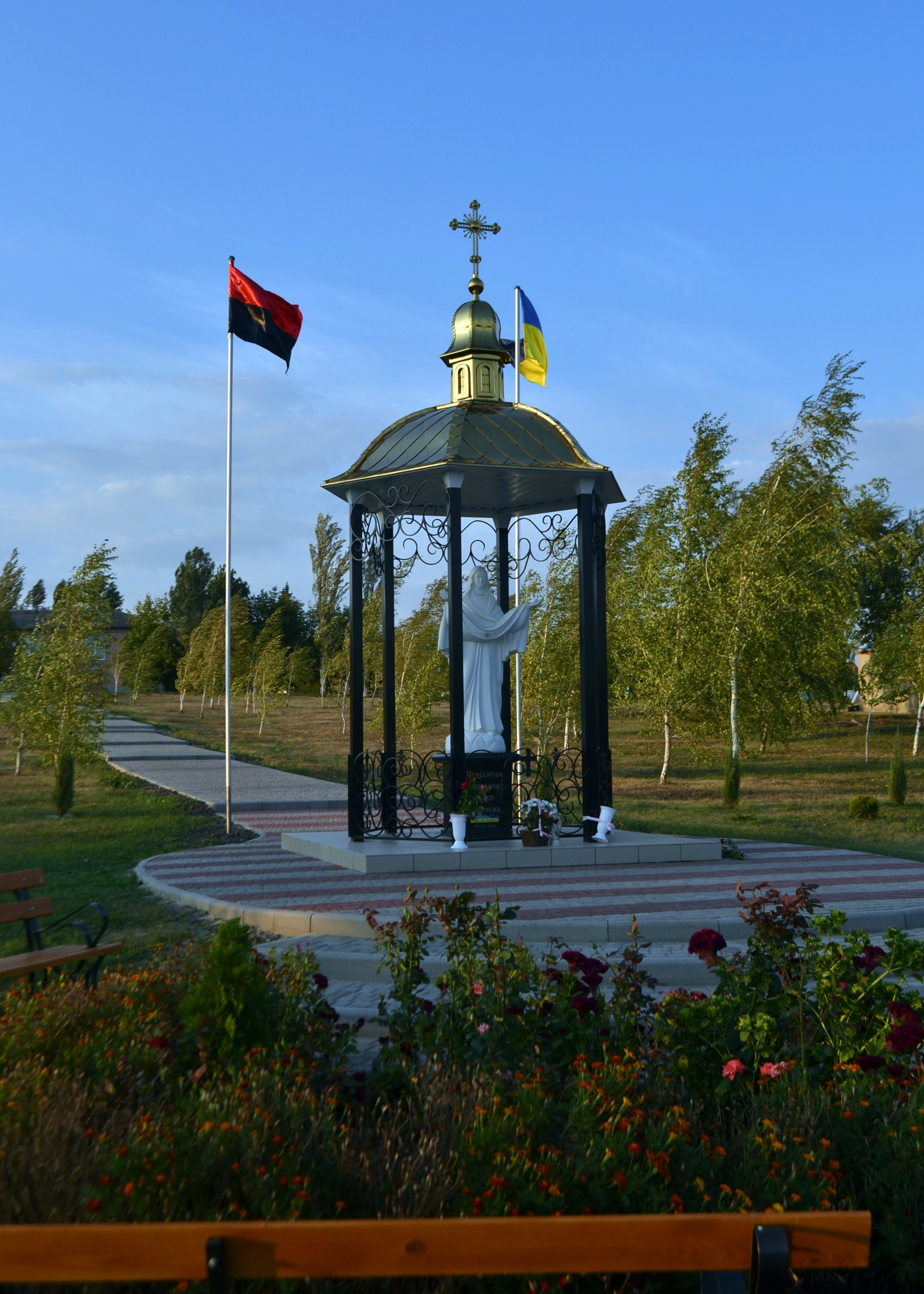
Діва Марія

За даними 1859 року Новінське (Кам'янка), панське село, над Кам'янкою, 21 господа, 125 осіб.
В 1951 році в село Верхньокам'янське були переселені люди із Західної України, бойки з сіл Лісковате та Коросно Хирівського району Дрогобицької області, що нині перебувають на території Польщі. Переселенці зберегли свої звичаї та традиції які підтримують і корінні жителі.
Село постраждало внаслідок геноциду українського народу, вчиненого урядом СРСР у 1932—1933 роках, кількість встановлених жертв — 18 людей.
Сучасну назву село отримало в 1958 році, коли село Варошилово Перше було перейменовано в село Верхньокам'янське.
У 2014 році, під час збройного конфлікту на сході України, село кілька місяців контролювалося проросійськими бойовиками.
24 липня 2014 року було оголошено про визволення села українською армією.
7 лютого 2023 року поблизу села відбувся бій.
30 липня 2025 року село знову окуповано росіянами.

## Символіка

### Герб
Герб громади являє собою конфігурацію малого Державного Герба України, складається з чотирьох частин, дві з яких рівновеликі, а третя і четверта відрізняються за формою і розміром. Головні елементи: половина колоска пшениці і половина суцвіття кошика соняшнику — основних культур, що вирощуються в селі; жовтий купол з червоним хрестом — символ духовності громадян.
Нижня частина — чорного кольору, що означає родючу землю; права і ліва частини — зеленого кольору — символ життя і процвітання; верхня частина — блакитного кольору — символ мирного неба.
У верхній частині на червоній смузі розміщений напис «Верхньокам'янська громада», що вказує на приналежність герба.

### Прапор
Прапор являє собою прямокутне полотнище (співвідношення ширини до довжини 2:3). Прапор Верхньокам'янської громади — стяг із трьох рівновеликих горизонтальних смуг. Нижня смуга жовтого кольору уособлює пшеницю. Вона відокремлена від центральної смуги хвилястою лінією синього кольору, що символізує річку Кам'янку. Центральна смуга малинового кольору є символом свободи, незалежності громадян. Верхня смуга блакитного кольору є безкрайнім небом. Схід сонця, що знаходиться на цій смузі, символізує розташування села на сході України і перспективу його розвитку.

## Релігія
У селі діє Церква Різдва Пресвятої Богородиці УГКЦ. 

## Світлини

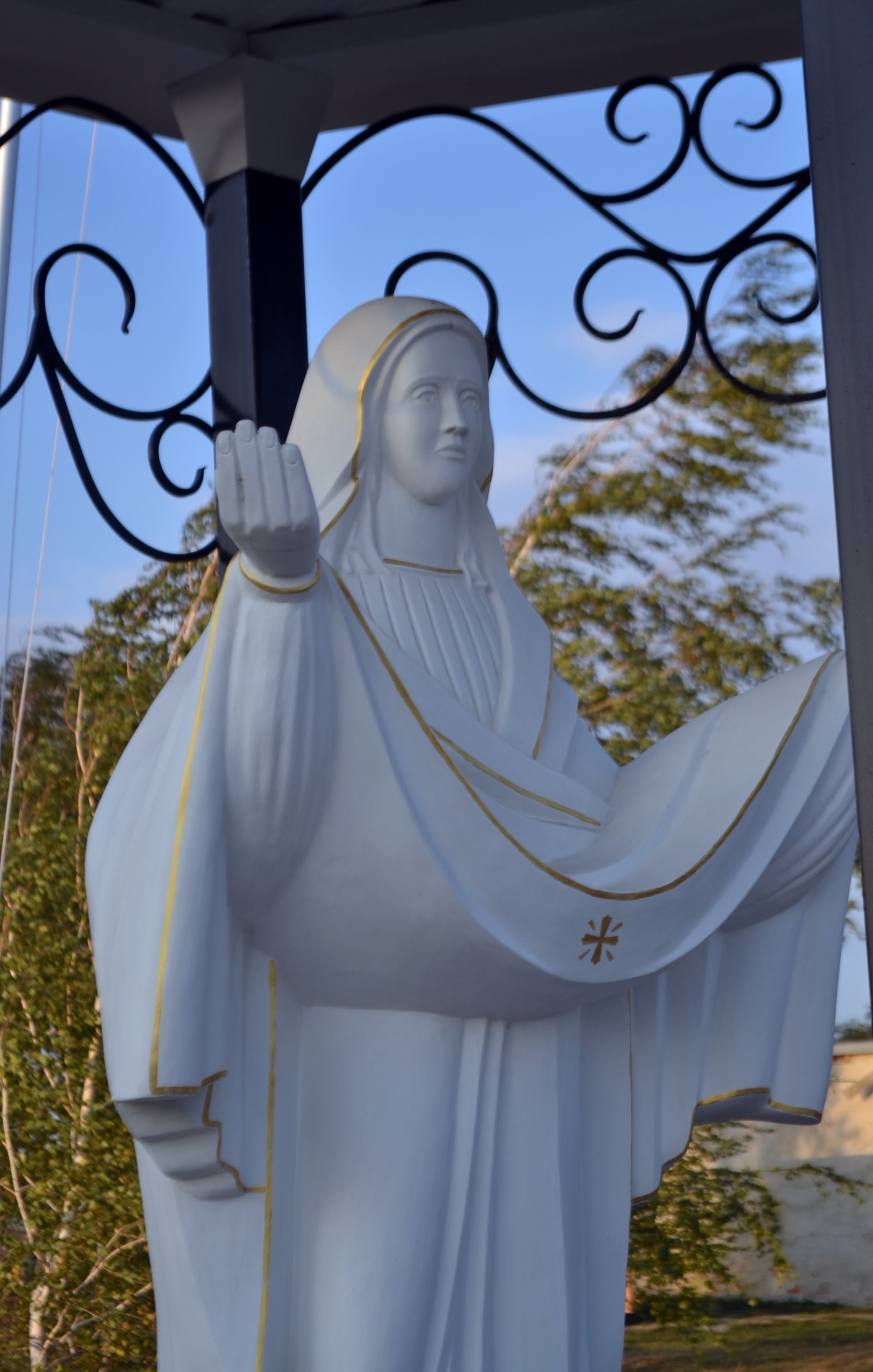
Діва Марія